# São Romão do Sado
São Romão ou São Romão do Sado é uma aldeia portuguesa na Freguesia de Torrão, Município de Alcácer do Sal, no Distrito de Setúbal. Foi sede da Freguesia de São Romão do Sádão que foi agrupada à Freguesia de Torrão no final do ano de 1936.
A aldeia está localizada na margem junto ao rio Sado, pouco depois de este se encontrar com o Rio Xarrama.
É servida pela Estrada Nacional 262, com ligação a norte à Nacional 5, enquanto que para sul, a Estrada Municipal 543 segue para Grândola, servindo em parte de acesso à também torranense aldeia de Rio de Moinhos.
A freguesia de São Romão do Sádão foi extinta pelo Decreto-Lei n.º 27 424, de 31 de Dezembro de 1936, tornando-se numa das freguesias extintas de Alcácer do Sal, como Montevil ou Palma.
No Censo de 1970, nos dados referentes à freguesia do Torrão, estão identificados na "Aldeia de São Romão" 57 habitantes.

## Património
- Igreja de São Romão[3]

## Antiga freguesia

### Demografia
| População da freguesia de São Romão do Sádão. ("0" indica dados agrupados com Torrão) | População da freguesia de São Romão do Sádão. ("0" indica dados agrupados com Torrão) | População da freguesia de São Romão do Sádão. ("0" indica dados agrupados com Torrão) | População da freguesia de São Romão do Sádão. ("0" indica dados agrupados com Torrão) | População da freguesia de São Romão do Sádão. ("0" indica dados agrupados com Torrão) | População da freguesia de São Romão do Sádão. ("0" indica dados agrupados com Torrão) | População da freguesia de São Romão do Sádão. ("0" indica dados agrupados com Torrão) | População da freguesia de São Romão do Sádão. ("0" indica dados agrupados com Torrão) | População da freguesia de São Romão do Sádão. ("0" indica dados agrupados com Torrão) | População da freguesia de São Romão do Sádão. ("0" indica dados agrupados com Torrão) | População da freguesia de São Romão do Sádão. ("0" indica dados agrupados com Torrão) | População da freguesia de São Romão do Sádão. ("0" indica dados agrupados com Torrão) |
| ------------------------------------------------------------------------------------- | ------------------------------------------------------------------------------------- | ------------------------------------------------------------------------------------- | ------------------------------------------------------------------------------------- | ------------------------------------------------------------------------------------- | ------------------------------------------------------------------------------------- | ------------------------------------------------------------------------------------- | ------------------------------------------------------------------------------------- | ------------------------------------------------------------------------------------- | ------------------------------------------------------------------------------------- | ------------------------------------------------------------------------------------- | ------------------------------------------------------------------------------------- |
| 1190 1801                                                                             | 1217 1849                                                                             | 1004 1864                                                                             | 844 1878                                                                              | 800 1890                                                                              | 978 1900                                                                              | 0 1911                                                                                | 0 1920                                                                                | 0 1930                                                                                | 2092 1940                                                                             |                                                                                       |                                                                                       |
|                                                                                       |                                                                                       |                                                                                       |                                                                                       |                                                                                       |                                                                                       |                                                                                       |                                                                                       |                                                                                       |                                                                                       |                                                                                       |                                                                                       |

### História
Em 1801, a então freguesia de São Romão (do Sádão) fazia parte do Concelho de Alcácer do Sal, que pertencia à Comarca de Setúbal, na Província da Estremadura. Nesta altura a freguesia do Torrão, juntamente com as freguesias de Odivelas e de Santa Margarida do Sado, compunha o Concelho do Torrão.
Em 1849, a freguesia de São Romão (do Sádão), juntamente com o Concelho de Alcácer do Sal, encontravam-se já no Distrito de Lisboa, ainda na Província da Estremadura.
Em Abril de 1871, a freguesia do Torrão passa a pertencer ao Concelho de Alcácer do Sal, onde já estava São Romão do Sádão.
Apesar de nos Censos entre 1911, 1920 e 1930 a freguesia de São Romão do Sádão aparecer anexada à freguesia do Torrão, a sua extinção oficial só foi feita em Dezembro de 1936, já depois do Concelho de Alcácer do Sal, ter passado a pertencer ao entretanto criado Distrito de Setúbal.
Curiosamente no Censo de 1940, a então denominada "São Romão do Sado" volta a surgir como freguesia autónoma, com 2092 habitantes, espalhados por vários locais como Algalé, Barragem de Vale de Gaio, Benagazil, Casa Branca, Crujeira Nova, Herdade dos Frades, Parchanas, Pontes, Portancho, Portinho, Porto de Rei, Quinta de Cima, Quinta de D. Rodrigo, Rio de Moinhos, Salema, Salema de baixo, Sanchares, São Bento, São Domingos, São Romão do Sado, Vale de Lachique, Vale de Romeiras, Várzea Redonda e Xamarrinha, para além de outros isolados e dispersos.